# Mittelsauerhof
Mittelsauerhof ist ein Gemeindeteil der Stadt Münchberg im Landkreis Hof (Oberfranken, Bayern). Mittelsauerhof liegt in der Gemarkung Sauerhof.

## Geografie
Mittelsauerhof bildet mit Untersauerhof im Süden eine geschlossene Siedlung. Im Osten liegen die Sauerhofteiche, die vom Kropfbach, dem rechten Oberlauf des Stammbachs, gespeist werden. Eine Gemeindeverbindungsstraße führt nach Obersauerhof (0,6 km nördlich) bzw. nach Untersauerhof zur Bundesstraße 289 (0,5 km südlich).

## Geschichte
Mittelsauerhof gehörte zur Realgemeinde Sauerhof.
Infolge des Ersten Gemeindeedikts wurde Mittelsauerhof dem 1812 gebildeten Steuerdistrikt Marktleugast und der zugleich entstandenen Ruralgemeinde Marktleugast zugewiesen. Mit dem Zweiten Gemeindeedikt (1818) kam Mittelsauerhof an die neu gebildete Ruralgemeinde Sauerhof. Im Zuge der Gebietsreform in Bayern wurde Mittelsauerhof am 1. Juli 1972 nach Münchberg eingemeindet.

### Einwohnerentwicklung
| Jahr      | 1871  | 1885  | 1900   | 1925   | 1950   | 1961   | 1970   | 1987   |
| Einwohner | 44    | 84    | 85     | 97     | 93     | 90     | 50     | *      |
| Häuser    |       | 19    | 11     | 10     | 10     | 13     |        | *      |
| Quelle    | [ 8 ] | [ 9 ] | [ 10 ] | [ 11 ] | [ 12 ] | [ 13 ] | [ 14 ] | [ 15 ] |

## Religion
Mittelsauerhof war ursprünglich nach Marienweiher gepfarrt. Seit der Reformation ist der Ort gemischt konfessionell. Die Protestanten waren ursprünglich nach St. Maria (Stammbach) gepfarrt, seit den 1930er Jahren ist die neu gebildete Pfarrei in Ahornis zuständig.